# Anders Holmertz
Anders Holmertz (Motala, 1 december 1968) is een voormalig internationaal topzwemmer uit Zweden, die eind jaren tachtig, begin jaren negentig van de 20e eeuw excelleerde op de vrije slag. Hij was enige tijd in het bezit van het wereldrecord op de 400 meter vrije slag. 
Bij de Olympische Spelen won Holmertz de zilveren medaille op de 200 meter vrije slag, zowel in 1988 (Seoel) als in 1992 (Barcelona). Zijn eerste en enige individuele titel kwam in 1987, op de 200 meter vrije slag bij de Europese kampioenschappen langebaan (50 meter) in Straatsburg. Hij nam in totaal deel aan vier Olympische Spelen: 1984, 1988, 1992 en 1996.